# Sandbergia perplexa
Sandbergia perplexa là một loài thực vật có hoa trong họ Cải. Loài này được (L.F. Hend.) Al-Shehbaz mô tả khoa học đầu tiên năm 2007.